# Make America Psycho Again
| Recensione | Giudizio |
| ---------- | -------- |
| AllMusic   | [ 2 ]    |

Make America Psycho Again è il primo album di remix del gruppo musicale statunitense Fall Out Boy, pubblicato il 30 ottobre 2015 dalla Island Records e DCD2.
L'album contiene i remix di tutte le canzoni dell'album American Beauty/American Psycho, con un rapper diverso per ogni canzone.
Il titolo allude a "Make America Great Again", lo slogan della campagna usato dal candidato Donald Trump durante il ciclo elettorale del 2016.

## Singoli promozionali
L'album è stato preceduto dal singolo "Irresistible", in collaborazione con il trio trap Migos, pubblicato il 23 ottobre 2015. Successivamente, il 26 ottobre viene pubblicato "American Beauty/American Psycho", mentre il 27 ottobre viene rilasciato "The Kids Aren't Alright", che hanno visto la partecipazione rispettivamente di ASAP Ferg e Azealia Banks.
Il 28 ottobre 2015, viene pubblicato l'ultimo singolo "Uma Thurman", in collaborazione con Wiz Khalifa.

## Tracce
1. Irresistible (feat. Migos) – 4:12
2. American Beauty/American Psycho (feat. ASAP Ferg) – 3:38
3. Centuries (feat. Juicy J) – 3:22
4. The Kids Aren't Alright (feat. Azealia Banks) – 4:53
5. Uma Thurman (feat. Wiz Khalifa) – 3:11
6. Jet Pack Blues (feat. Big K.R.I.T.) – 3:18
7. Novocaine (feat. Uzi) – 3:31
8. Fourth of July (feat. OG Maco) – 3:42
9. Favorite Record (feat. ILoveMakonnen) – 3:23
10. Immortals (feat. Black Thought) – 4:05
11. Twin Skeleton's (Hotel in NYC) (feat. Joey Badass) – 3:52